# Jezioro Białe Augustowskie
Jezioro Białe Augustowskie – jezioro w Augustowie. Inne nazwy: Jezioro Białe lub Krechowieckie.
Jezioro ma powierzchnię 480 ha. Linia brzegowa jest dobrze rozwinięta z licznymi zatokami (Orzechówka, Tartaczna, Wierszowiec) i półwyspami (południowy brzeg – Pień, Dąbek, Lisi Ogon, północny brzeg – Ostry Róg). Brzegi są w większości wysokie i suche, porośnięte lasem sosnowym. Na jeziorze znajdują się 4 wyspy (łączna powierzchnia – 1,5 ha).
Białe zalicza się do typu jezior rynnowych. Rozciąga się równoleżnikowo. Dno urozmaicone jest przegłębieniami i wzniesieniami, biegnącymi zgodnie z rozciągłością jeziora.
Wzdłuż jeziora ciągnie się oz. Półwyspy Dąbek i Lisi Ogon stanowią jego wierzchołki. Lisi Ogon jest jedną z najlepiej wykształconych tego typu form w okolicach Augustowa.
W osadzie Wojciech nad jeziorem Białym Władysław Ślesicki nakręcił nagradzany na festiwalach film dokumentalny Płyną tratwy (1962) – opowieść o chłopcu, który dorastając musi porzucić życie w lesie i na jeziorach, by zostać pracownikiem tartaku.
Na dnie jeziora znajdują się dwa wraki drewnianych łodzi. Jedna z nich to prawdopodobnie płaskodenna barka o długości ok. 20 m. Druga mogła być barką służącą do przewozu turystów po jeziorze.

## Położenie
Od zachodu Białe łączy się z jeziorem Necko (przez rzeczkę Klonownica). We wschodniej części – z jeziorem Studzieniczne (przez śluzę Przewięź) oraz stawem Wojciech (przez niewielki ciek wodny o nazwie Królówka).
Jezioro znajduje się w granicach administracyjnych Augustowa od 1973 (zabudowa miejska rozciąga się na płd.-zach. od jeziora). Nad płd.-wsch. brzegiem położona jest osada Przewięź (gmina Płaska), a także dzielnice Przewięź i Wojciech – do roku 1973 samodzielne wsie, obecnie części administracyjne Augustowa. Nad północno-zachodnim brzegiem leży część Augustowa Klonownica.
Jezioro Białe leży na szlaku Kanału Augustowskiego (6,7 km – od 36,7 km do 43,4 km kanału). Obok zachodniego brzegu jeziora biegnie linia kolejowa nr 40 (przystanek kolejowy Augustów Port) oraz droga krajowa nr 8. W Przewięzi, przez most drogowy na śluzie Przewięź, prowadzi droga krajowa nr 16.

## Geneza nazwy
Pierwsze wzmianki o nazwie jeziora pochodzą z XVI wieku gdy owo pustkowie penetrowali wojowie Mendoga i Giedymina. Leszek Czarny w zwycięskiej bitwie miał rozgromić Jaćwingów. Prawdopodobnie wówczas jezioro nazwano Białym z powodu niezliczonej ilości białego ptactwa wodnego osiadłego na brzegach i unoszącego się nad taflą jeziora. Pochodzenia nazwy jeziora dopatrywano się też w bardzo jasnym, niemal białym kolorze jego dna.

## Turystyka
W pobliżu jeziora Białego znajdują się w hotele, ośrodki wypoczynkowe, kwatery prywatne i pola namiotowe. Po jeziorze kursują statki wycieczkowe Żeglugi Augustowskiej.
Nad zachodnim brzegiem jeziora na półwyspie Pień przy zatoce Orzechówka stoi zabytkowy budynek z 1935 r., w którym przed 1939 mieścił Oficerski Yacht Club.
Na półwyspie Dąbek znajduje się tablica pamiątkowa, poświęcona 500 radzieckim jeńcom zamordowanym w czasie II wojny światowej. W pobliżu stoi duży drewniany budynek, tzw. Willa Prezydenta, w dwudziestoleciu międzywojennym siedziba Yacht-Klubu Rzeczypospolitej Polskiej, w którym wypoczywał m.in. prezydent Ignacy Mościcki.

## Gospodarka
Do końca XIX w. nad jeziorem nie było większych zabudowań. Wykorzystywane było tylko w celach gospodarczych (rybołówstwo, spław drewna i towarów szlakiem kanału Augustowskiego). Według spisu jezior z 1596 r. w Białym występowały m.in. gatunki ryb: szczupak, leszcz, sielawa, okoń, węgorz, sudak. W roku 1894 w lesie przylegającym do jeziora rozpoczęto budowę koszar wojsk rosyjskich, zaś w latach 1897-1898 obok jeziora poprowadzono linię kolejową. Wille letniskowe zaczęły powstawać w 1912 r. w lesie obok stacji kolejowej Augustów. Niemcy, okupujący miasto w czasie I wojny światowej, zbudowali w 1916 w dzielnicy Lipowiec duży tartak, w którym obrabiano drewno pozyskiwane z Puszczy Augustowskiej. Zatoka Tartaczna stała się magazynem drzewa spławianego tu Kanałem Augustowskim.